# Виползово (Ленінградська область)
Виползово (рос. Выползово) — присілок у Лодєйнопольському районі Ленінградської області Російської Федерації.
Населення становить 12 осіб. Належить до муніципального утворення Доможировське сільське поселення.

## Історія
Згідно із законом від 20 вересня 2004 року № 63-оз належить до муніципального утворення Доможировське сільське поселення.

## Населення
| 1879 | 1885 | 1905 | 1997 | 2007 | 2010 | 2014 |
| ---- | ---- | ---- | ---- | ---- | ---- | ---- |
| 115  | ↘108 | ↘77  | ↘13  | ↘11  | ↗14  | ↘12  |